# Paphia amabilis
Paphia amabilis is een tweekleppigensoort uit de familie van de Veneridae. De wetenschappelijke naam van de soort is voor het eerst geldig gepubliceerd in 1847 door Philippi.